# Château de Pont-sur-l'Ognon
Le château de Pont-sur-l'Ognon est un château situé à Pont-sur-l'Ognon, en France.

## Localisation
Le château est situé sur la commune de Pont-sur-l'Ognon, dans le département français de la Haute-Saône.

## Historique
L'édifice est inscrit au titre des monuments historiques en 1987.